# Путеводитель растерянных
«Путеводи́тель расте́рянных» (Путеводитель заблудших, Путеводитель колеблющихся, Наставник колеблющихся, иуд.-араб. דלאל̈ת אלחאירין‎, далалат аль-хаирин; средневек. ивр. מורה נבוכים‎, морэ невухим) — основной философский труд крупнейшего средневекового еврейского законоучителя и философа Маймонида. Написан на еврейско-арабском языке в XII веке.
В этом труде Маймонид пытается обосновать еврейскую веру на основе рационализма Аристотеля и современных ему философских и теологических систем ислама. Книга предназначена в основном для евреев, углубляющихся в изучение греческой философии и смотрящих на мир через призму её понятий. Сразу после её издания книга была признана величайшим философским трудом по иудаизму, однако параллельно с этим была встречена многими крупными раввинами скептически, так как она обосновывает еврейскую веру совсем иным способом, чем было принято современным Маймониду иудаизмом. Оппоненты книги видели опасность её распространения в перенимании идей чуждой еврейскому духу философии молодыми евреями.

## Переводы
- Вскоре после появления книга была переведена на иврит с согласия автора Шмуэлем ибн Тиббоном представителем второго поколения семьи переводчиков Ибн-Тиббон, перевод был закончен в 1204 году, в год смерти автора.
- Известен также перевод на иврит, сделанный Иегудой Алхаризи.
- В XX-м веке был выполнен перевод на современный иврит раввином Йосефом Капахом и профессором Шварцем.
- В XIX-м веке вышли переводы на ряд европейских языков (например, раввин Надьбечкерека Мор Кляйн перевёл на венгерский и опубликовал в нескольких томах между 1878 и 1890 годами).
- В XX-м веке появились переводы на английский язык.
- В 2002 году вышел перевод первой части «Морэ невухим» на русский язык под редакцией Михаэля Шнейдера, получивший высокую оценку специалистов[2]. Переиздан в 2010 году.